# Xavier Bettel
Xavier Bettel (født 3. marts 1973) er en luxembourgsk politiker, der har været premierminister i Luxembourg siden 2013. Han har tidligere fungeret som borgmester for Luxembourg (by) og er også medlem af Luxembourgs deputeretkammer.
Bettel er medlem af det Demokratiske Parti. Efter parlamentsvalget i Luxembourg i 2018, blev han den første åbne homoseksuelle statsleder i verden, der blev genvalgt for en anden regeringsperiode.

## Tidlige liv
Bettel blev født den 3. marts 1973 i Luxembourg by. Hans far, Claude Bettel, var en vinimportør og hans mor, Aniela, er franskmand med russisk afstamning og en grandniece til komponisten Sergej Rachmaninov. Han har en kandidat i offentlig- og europæisk jura samt en DEA i samfundsvidenskab og offentlig jura fra Université Nancy 2. Han studerede også søfartsret samt kanon-ret ved Aristoteles Universitet i Thessaloniki, Grækenland. Han deltog desuden i Erasmus-programmet. I fire år i de tidlige 2000'ere var han vært for Sonndes em 8, et ugentlig talkshow, på det nu nedlagte, private T.TV-netværk. I 2017 modtog han også en æresdoktorat fra Sacred Heart University Luxembourg.

## Politisk liv

### Kommunalpolitik
Ved kommunevalget i 1999 blev Bettel valgt til Luxembourgs kommunestyre, hvor han fik sjette flest stemmer på det Demokratiske Partis (DP) liste. Den 12. juli 2001 kvalificerede han sig som advokat. Ved parlamentsvalget i 2004 havde Bettel etableret sin position og endte på fjerdepladsen (af de fem valgte DP-medlemmer), hvilket gav ham plads i deputeretkammeret. Den 28. november 2005, efter kommunevalget, hvor han blev placeret fjerde på DP-listen, blev Bettel udnævnt til échevin (byrådsmedlem) for Luxembourg By.
Efter kommunevalget den 9. oktober 2011, i en ung alder af 38 år, blev Bettel svoret ind som borgmester i Luxembourg den 24. november 2011.

### Nationalpolitik
Bettel blev opstillet til deputeretkammeret i parlamentsvalget i 1999 og blev valgt i valgkredsen Centre og endte som nummer 10 på DP's liste. DP overhalede imidlertid det luxemburgiske socialistiske arbejderparti (LSAP) som det næststørste parti, og dets medlemmer dannede størstedelen af den nye regering som det kristne socialdemokrates parti (CSV) koalitionspartnere. Da Lydie Polfer og Anne Brasseur frasagde sig deres pladser for at indtage roller i regeringen, og Colette Flesch også frasagde sig sit sæde for at fokusere på hendes rolle som medlem af Europa-Parlamentet, blev Bettel udnævnt til parlamentet fra den 12. august 1999.

### Første periode
I 2013 blev Bettel valgt til leder af Det Demokratiske Parti (DP), og ved parlamentsvalget i 2013 ledte partiet til at blive det tredje største i parlamentet. Den 25. oktober blev Bettel udpeget af storhertug Henri til at forme den næste regering. Han tiltrådte sin stilling som Luxembourgs premierminister den 4. december 2013. I regeringssammensætningen med DP, det Socialistiske Arbejderparti og De Grønne, holdt Bettel også poster med Indenrigsminister, minister for kommunikation og medier og minister for religiøse affærer.
Hans politikker blev forventet at omfatte reformer om ægteskaber mellem personer af samme køn, at erstatte religiøs undervisning i skolerne med undervisning i etiske spørgsmål samt at skære ned på udgifter til at opretholde Luxembourgs AAA-kreditvurdering.

### Anden periode
Efter parlamentsvalget i Luxembourg i 2018 blev han den første åbent homoseksuelle premierminister i verden, der blev genvalgt til en anden periode. Han leder kabinettet med vicepremierministrene Étienne Schneider og Félix Braz. Han begyndte sin anden periode, da hans regering blev dannet den 5. december 2018. Regeringen er en fortsættelse af trafiklyskoalitionen mellem Det Demokratiske Parti (DP), det luxemburgiske socialistiske arbejderparti (LSAP) og De Grønne fra den første Bettel-Schneider-ministerium med mindre ændringer.
Den 16. september 2019, efter et kort bilateralt møde om status på Brexit-forhandlingerne, fortsatte Bettel en pressekonference uden den britiske premierminister Boris Johnson, efter at Johnson pludselig trak sig tilbage på grund af en anti-Brexit-protest, der blev afholdt af britiske borgere, der bor i Luxembourg. Bettel bevægede sig mod Johnsons tomme podium og bekræftede, at den britiske regering ikke havde fremsat konkrete forslag til ændringer af Storbritanniens tilbagetrækningsaftale, især den "irske backstop", som Johnson ønsker at erstatte. Dette til trods for de offentlige udtalelser fra premierminister Johnson og Storbritanniens udmeldelsesdato fra EU hurtigt nærmer sig. Pro-Brexit UK-medier rapporterede sagen som et baghold, mens andre britiske og internationale medier så hændelsen (og de pro-Brexit mediers reaktion) som en bekræftelse på den tomme bravado og retorik i Johnsons premierministerskab og Storbritanniens reducerede status efter Brexit.   

## Personlige liv
Bettel er åbent homoseksuel og har udtalt, at folk i Luxembourg i stigende grad ”ikke overvejer det faktum, om nogen er homoseksuel eller ej”. Bettel er Luxembourgs første åbent homoseksuelle premierminister og på verdensplan den tredje åbent homoseksuelle regeringschef efter Islands statsminister Jóhanna Sigurðardóttir (2009–2013) og Belgiens statsminister Elio Di Rupo (2011–2014). i 2017 var han an af tre åbent homoseksuelle regeringschefer, de andre er Leo Varadkar, den irske premierminister i Irland, og Ana Brnabić, Serbiens premierminister.
Bettel har været gift med Gauthier Destenay siden 2015, samme år hvor ægteskab af to med samme køn blev indført i Luxembourg.